# چارلز سینکلیر
چارلز سینکلیر، (به انگلیسی: Charles Sinclair) (زاده ۱۹۴۹) کارآفرین، بازرگان و مدیر ارشد اجرایی بریتانیایی است، که در حال حاضر به‌عنوان رییس هیئت مدیره شرکت اسوسیتد بریتیش فودز فعالیت می‌کند.